# Чавла, Калпана
Калпана Чавла (англ. Kalpana Chawla; 17 марта 1962, Карнал, штат Харьяна, Индия — 1 февраля 2003, Техас, США) — астронавт США, первая женщина-астронавт индийского происхождения. Погибла в катастрофе шаттла «Колумбия».

## Ранние годы
В 1976 году Чавла окончила Школу имени Тагора. Получив степень бакалавра в области авиационной техники в Пенджабском инженерном колледже, перебралась из Индии в Соединенные Штаты в 1982 году и получила степень магистра наук в области аэрокосмической техники в Техасском университете в Арлингтоне в 1984 году. Вторую степень магистра в 1986 году и степень доктора в области аэрокосмической техники в 1988 году получила в Университете Колорадо в Боулдере.

## В космонавтике

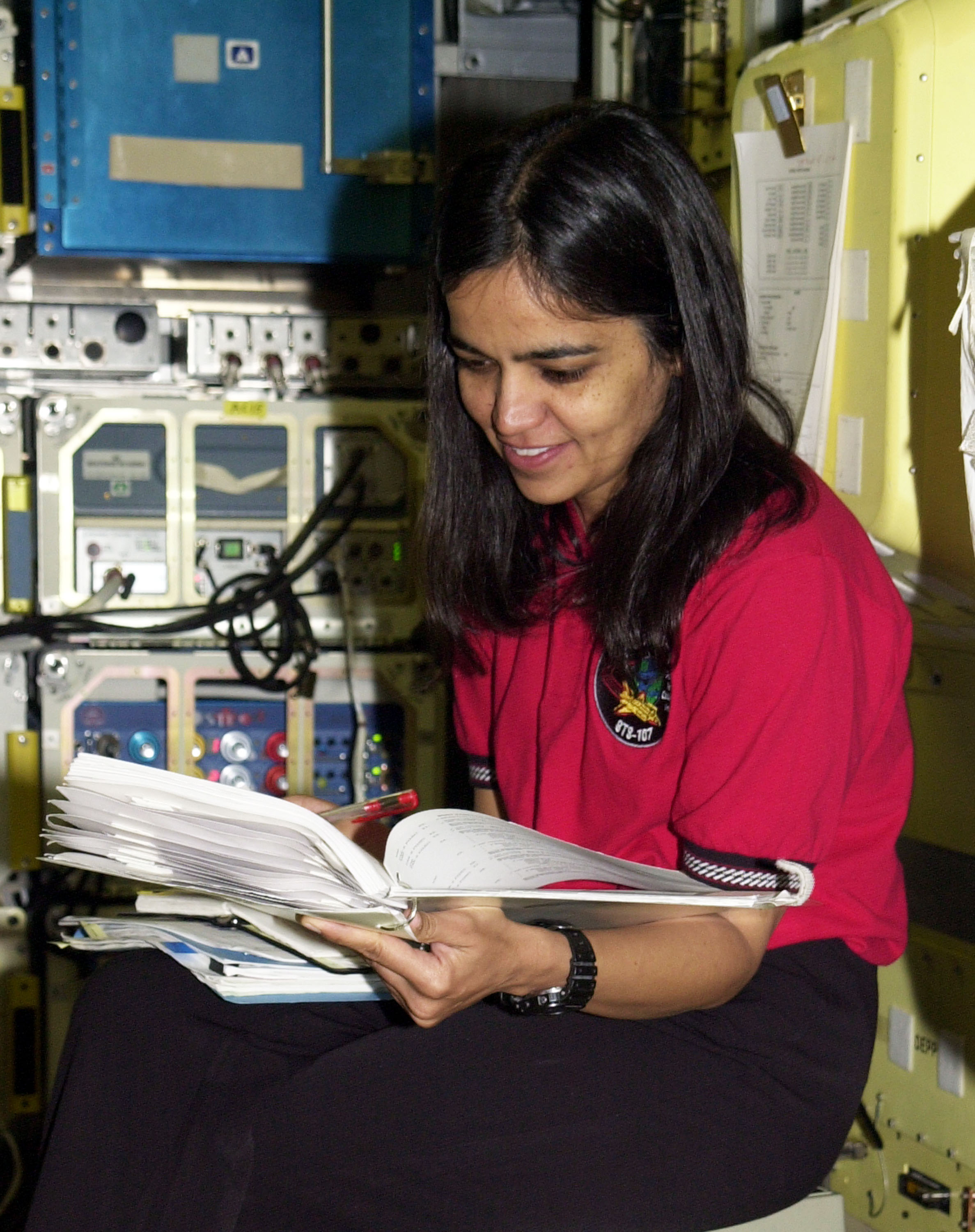
Калпана Чавла в симуляторе шаттла.

Калпана Чавла стала астронавтом НАСА в 1994 году.

### STS-87
19 ноября 1997 года стартовала экспедиция STS-87 на шаттле «Колумбия».

### STS-107
1 февраля 2003 года Чавла и другие 6 астронавтов погибли в катастрофе шаттла «Колумбия».
Её останки были кремированы в Индии.

## Награды
- Космическая медаль почёта Конгресса (посмертно)
- Медаль «За космический полёт» (НАСА)
- Медаль «За выдающуюся службу» (НАСА)
- Орден «За заслуги» III ст. (Украина, 19 июня 1998 года) — за значительный личный вклад в развитие космонавтики, укрепление международного сотрудничества в области космических исследований[2]

## Память
В честь Калпаны Чавла был назван космический корабль Cygnus CRS NG-14.